# Битка код Нишапура
Битка код Нишапура вођена је 652. године  између породице Карен и Рашидунског калифата, укључујући ту и њиховог савезника, породицу Канарангијан.

## Позадина
651. године Јездигерда III  убио је Махоје Сури, марзбан из Марва. Табаристан је након тога нападнут од стране муслиманских Арапа, које су у бици код Рујана поразили зороастријски Дабоиди. Фарухзад, претходни велможа Јездегерда и владар Табаристана, успео је да одбије Арапе уз помоћ Гила Гавбаре и склопи са њима мир. Арапи су затим напали Хорасан и склопили мир са канарангом Туса, Канадбаком. У споразуму се Канадбак сагласио са плаћањем данака Арапима, као и са тиме да ће задржати контролу над својим територијма у Тусу. Да би ојачао ослабљену породицу Карен и повратио изгубљену територију Каренид, Бурзин је, заједно са другим Каренидом по имену Савар Карин, пруживши отпор Арапима и покушавши да поврати територију под влашћу породице Канарангијан. Услед обећања да ће му бити враћене све територије које је изгубио, Канадбак је пристао да помогне Абдулаху у преузимању Нишапура од побуњеника Каренида у чијим рукама се град тада налазио.

## Битка
Абдулах и Канадбак су започели  да пљачкају подручја Нишапура и жестоку борбу како би заузели град. Савар је потом покушао да се помири са Абдулахом и рекао му да ће отворити врата Нишапура ако га овај помилује. Абдулах се сложио, међутим, када су се капије отвориле, ушао је са војском кроз капију и почео да пљачка град и убија грађане, све док му Канадбак није рекао: „О Амире, кад си једном победио опроштај је већи [врлина] него освета и одмазда “. Абдуллах је тада учинио онако како је овај рекао и вратио град у посед Канадбака.